# Wapsipinicon River
Der Wapsipinicon River (lokal auch Wapsi genannt) ist ein rund 480 km langer rechter Nebenfluss des Mississippi in den US-amerikanischen Bundesstaaten Minnesota und Iowa.
Die Quelle befindet sich im Mower County im Südosten Minnesotas und erreicht im Norden des Mitchell County das Territorium Iowas. Dort durchfließt der Wapsipinicon River in südöstlicher Richtung überwiegend landwirtschaftlich genutztes Gebiet im Howard, Chickasaw, Bremer, Black Hawk und im Buchanan County. Dort durchfließt er das Verwaltungszentrum Independence. Im weiteren Verlauf durchfließt der Fluss nordöstlich von Cedar Rapids das Linn und erreicht das Jones County mit dem Verwaltungszentrum Anamosa. Nachdem das Cedar County im äußersten Nordosten gestreift wurde, erreicht der Wapsipinicon River das Clinton County, wo sich der Verlauf ganz nach Süden wendet. Nach rund 20 km wendet sich der Verlauf in eine überwiegend östliche Richtung. Der Fluss bildet von dieser Stelle bis zur Mündung die Grenze zwischen den Clinton und dem Scott County. Die Mündung in den Mississippi, der die Grenze zu Illinois bildet, befindet sich rund 15 km unterhalb der Stadt Clinton.

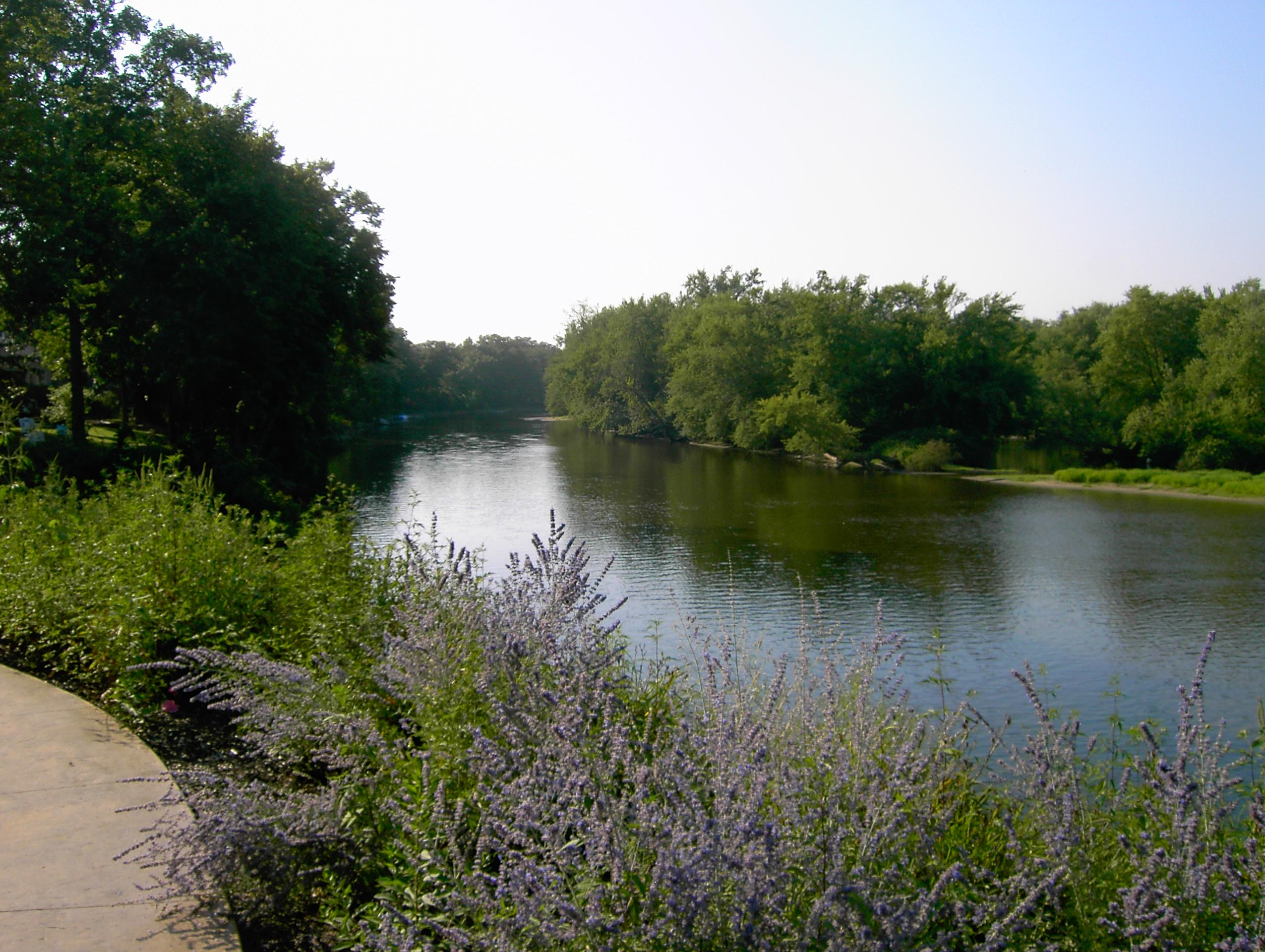
Wapsipinicon River bei Independence

Der Wapsipinicon River bildet die westliche Grenze der Driftless Area, eines eiszeitlich geformten Plateaus, das sich über das südöstliche Minnesota, das südwestliche Wisconsin, das nordöstliche Iowa und das äußerste nordwestliche Illinois erstreckt.
Der Name des Flusses ist aus der Ojibwe-Sprache vom Wort Waabizipinikaan-ziibi abgeleitet, das übersetzt etwa Fluss, der reich an Pfeilkraut ist bedeutet. Damit waren die umfangreichen Vorkommen dieser Pflanze an den Ufern des Flusses gemeint.